# 明石川

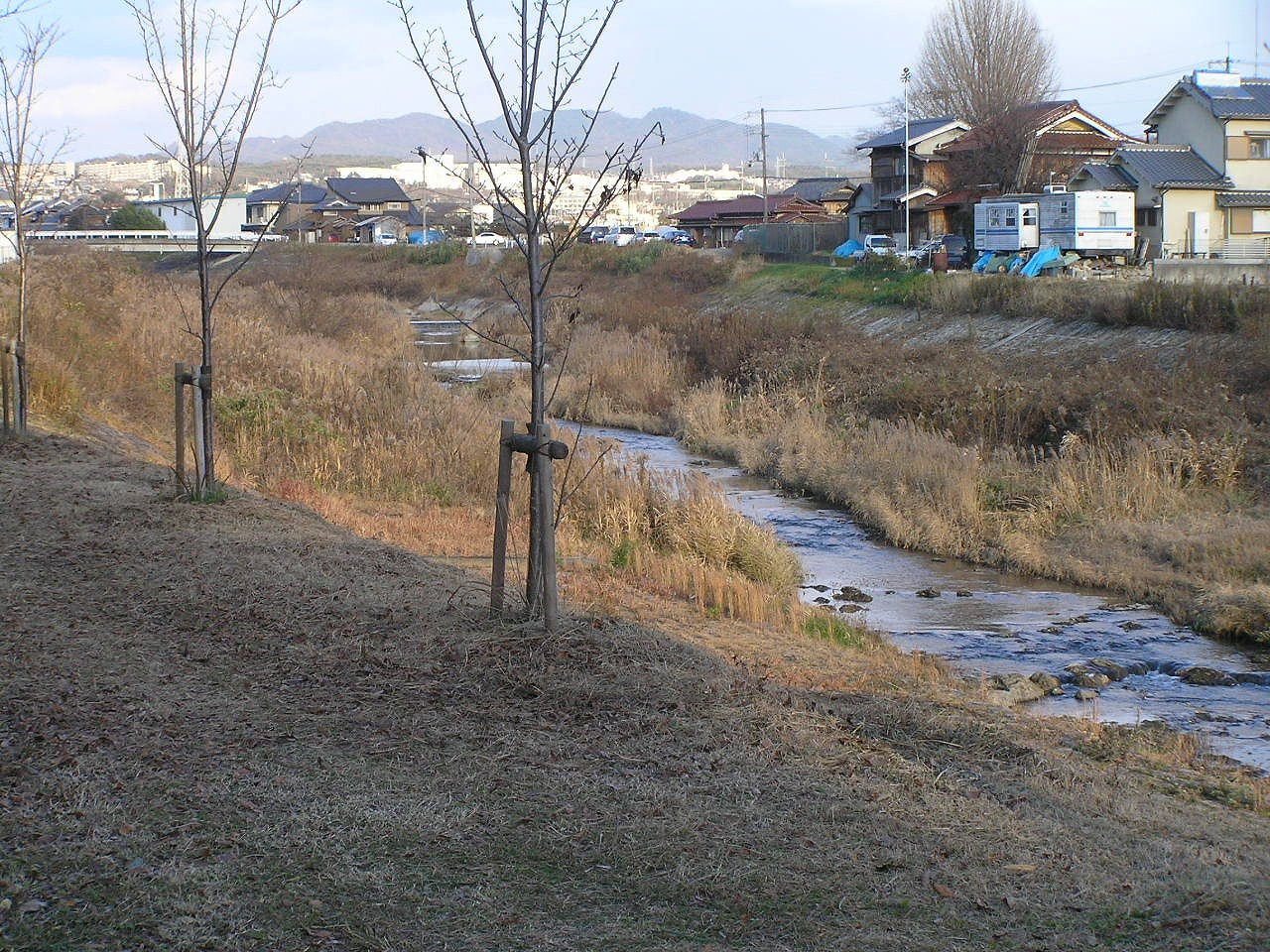
住吉神社 (神戸市西区)の裏を流れる明石川

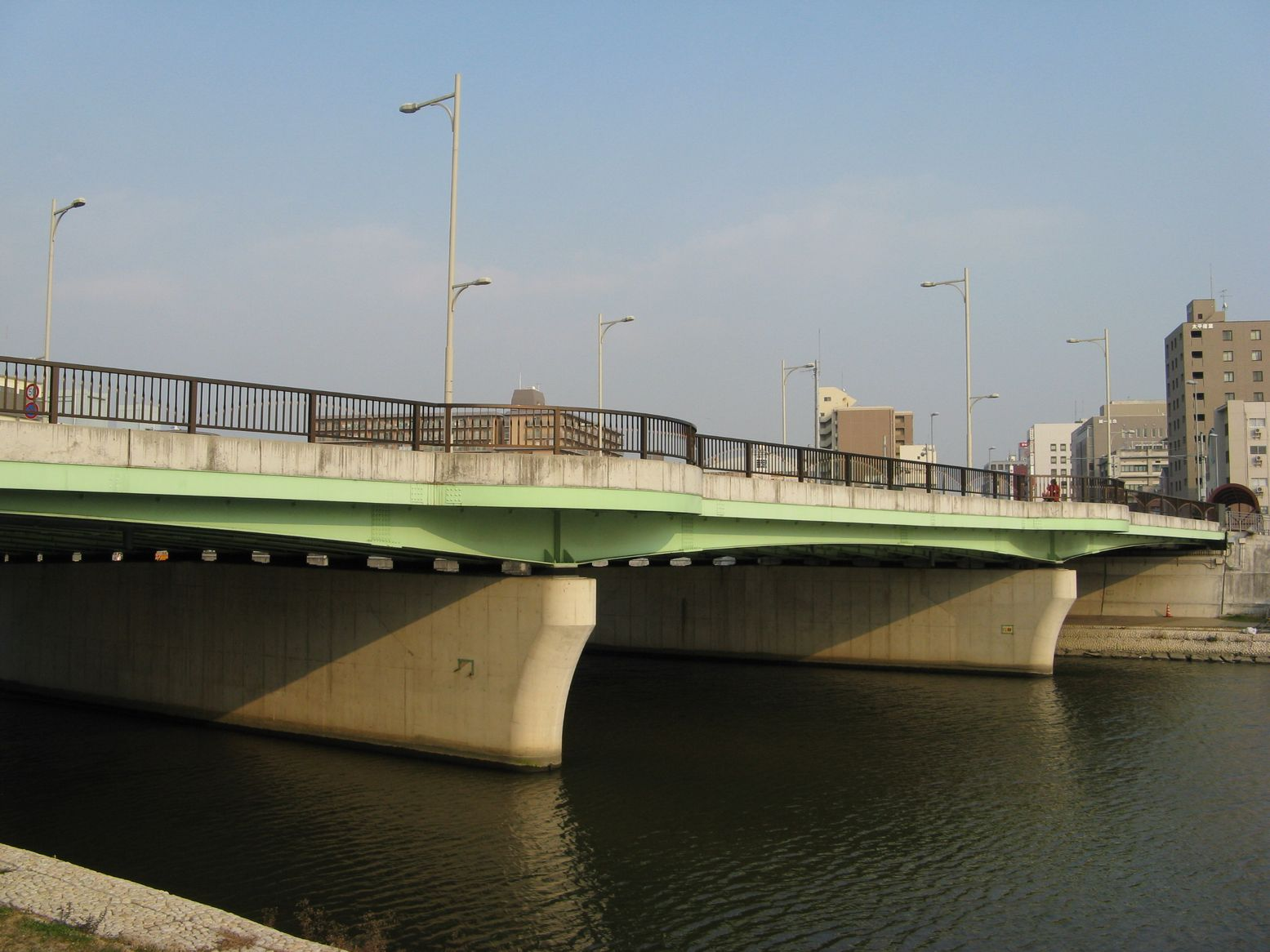
明石大橋

明石川（あかしがわ）は、兵庫県南部を流れる二級河川。明石川水系の本流。神戸市北区を源流とし、明石市街地を流れて播磨灘に注ぐ流路延長21.0kmである。加古川土木事務所が所管している。

## 地理
兵庫県中部、神戸市北区山田町藍那に源流を発し、神戸市西区押部谷町木幡の木幡駅の南で木見川と木津川が合流し明石川に、平野町をへて、玉津町で伊川と合流し、明石市東部で播磨灘に注ぐ。
流路延長 21.0km、流域面積 128.4平方km。
中流から下流にかけて国道175号が並行する。
周辺は水田が広がり古くから農業用水に利用されてきた。中流の平野町西戸田には1658年に完成した林崎疏水の取水口がある。また、神戸市西区玉津町では明石市水道局により水道水の取水が行われている。

## 自然
階段式の魚道が整備されているが、川は急勾配で、気候は瀬戸内気候に属していて雨が少ないうえに農業用水や飲料用水などの利水も行われているため流量は少なく水深も浅い。2005年（平成17年）の魚類採取調査では水質汚濁に比較的強い耐性をもつコイ科の魚が大量に生息していることが判明した。

## 流域の自治体
兵庫県
神戸市神戸市北区、神戸市西区、明石市

## 支流
括弧内は流域の自治体
- 木見川（神戸市西区押部谷町）
- 木津川（神戸市西区押部谷町）
- 永井谷川（神戸市西区伊川谷町）
- 櫨谷川（神戸市西区櫨谷町）
- 天上川（神戸市西区玉津町）
- 伊川（神戸市西区伊川谷町）

## 橋梁
河口より記載
大観橋(県道718号)、明石大橋(国道2号)、(山陽電気鉄道本線)、(JR山陽本線)、嘉永橋 (明石市)、上西橋、新玉津橋、(山陽新幹線)、上明石橋(県道21号)、玉津橋、玉津大橋(国道175号)、(第二神明道路)、中津橋、平野歩道橋、平野橋(国道175号)、常本橋、堅田橋、和田大橋、藤原橋(県道65号・県道83号)、住吉橋、中細田橋、幸神橋、忍海辺橋(県道83号)、近江寺橋、南垣内橋、桜が丘橋、秋葉大橋、木幡橋、新見津橋(県道22号)、(神戸電鉄粟生線)、木津高架橋、(山陽自動車道木見支線)など。